# Days Like These
«Days Like These» —en castellano: «Días como éstos»— es una canción interpretada por la agrupación británica de rock progresivo Asia y fue compuesta por Steve Jones.  Se publicó originalmente como tema del compilado Then & Now de 1990.

## Publicación como sencillo
Geffen Records decidió lanzar «Days Like These» como el primer sencillo de Then & Now en 1990.  Al lado secundario del vinilo se incluyó la melodía «Voice of America» —traducido del inglés: «Voz de América»—, escrita por John Wetton y Geoff Downes.

## Recepción
La canción logró tener gran éxito en los Estados Unidos, pues entró en los listados Hot 100 y Mainstream Rock Tracks de Billboard, colocándose en los puestos 64.º y 2.º respectivamente.  En Canadá, la revista RPM lo ubicó en la 31.ª posición de su lista de los 100 sencillos más populares el 20 y 27 de octubre de 1990.
Tom Demalon, editor de Allmusic, describió a «Days Like These» como una gran aproximación al disco debut del grupo y que es el mejor tema nuevo enlistado en este compilado.

## Versión promocional
Al igual que con sus antecesores, Geffen Records publicó una edición de promoción de este sencillo en formato de disco compacto.  En dicha versión se numeraron tres diferentes mezclas de «Days Like These».

## Lista de canciones

### Edición comercial
| Lado A |                   |              |          |  |
| N.º    | Título            | Escritor(es) | Duración |  |
| 1.     | «Days Like These» | Steve Jones  | 4:05     |  |

| Lado B |                    |                            |          |  |
| N.º    | Título             | Escritor(es)               | Duración |  |
| 2.     | «Voice of America» | John Wetton / Geoff Downes | 4:27     |  |
| 8:32   |                    |                            |          |  |

### Versión promocional
| Disco compacto |                                         |              |          |  |
| N.º            | Título                                  | Escritor(es) | Duración |  |
| 1.             | «Days Like These» (edición de sencillo) | Steve Jones  | 3:35     |  |
| 2.             | «Days Like These» (edición de álbum)    | Steve Jones  | 4:05     |  |
| 3.             | «Days Like These» (mezcla AC)           | Steve Jones  | 4:05     |  |
| 11:45          |                                         |              |          |  |

## Créditos

### Asia
- John Wetton — voz principal y bajo
- Geoff Downes — teclados y coros
- Carl Palmer — batería y percusiones

### Personal adicional
- Steve Lukather — guitarra (en la canción «Days Like These»)
- Mandy Meyer — guitarra (en la canción «Voice of America»)

### Personal de producción
- Frank Wolf — productor e ingeniero de sonido (en la canción «Days Like These»)
- Geoff Downes — productor y mezcla (en la canción «Voice of America»)
- Mike Stone — productor, ingeniero de sonido y mezcla (en la canción «Voice of America»)
- Alan Douglas — mezcla (en la canción «Voice of America»)
- Greg Ladanyi — mezcla (en la canción «Voice of America»)

## Listas
| Año  | País           | Lista                            | Posición máxima |
| ---- | -------------- | -------------------------------- | --------------- |
| 1990 | Canadá         | RPM Magazine Top 100 Singles     | 31.º            |
| 1990 | Estados Unidos | Billboard Hot 100                | 64.º            |
| 1990 | Estados Unidos | Billboard Mainstream Rock Tracks | 2.º             |